# Jack Dalrymple
Jack Dalrymple (ur. 16 października 1948 w Minneapolis) – amerykański polityk, członek Partii Republikańskiej. Od 2010 do 2016 pełnił urząd gubernatora stanu Dakota Północna, w latach 2000–2010 był zastępcą gubernatora tego stanu. 

## Życiorys
Choć urodził się w Minnesocie i tam spędził pierwszych kilkanaście lat życia, pochodzi z rodziny zamożnych farmerów ze wschodniej części Dakoty Północnej, wyspecjalizowanych w wielkopowierzchniowej uprawie pszenicy. Ukończył z wyróżnieniem amerykanistykę na Uniwersytecie Yale, lecz zaraz po studiach powrócił do Dakoty i dołączył do rodzinnej firmy, w której przepracował całe swoje zawodowe życie. 
Już w latach 70. zaczął działać w organizacjach pozarządowych i społecznych, zasiadając m.in. w radzie nadzorczej lokalnej telewizji publicznej oraz w komisji ds. rozwoju rynku pracy przy władzach miejskich Casselton. Należał też do założycieli organizacji z siedzibą w Fargo, zajmującej się problemami osób walczących z alkoholizmem i uzależnieniem od narkotyków. W 1983 wygrał w ogólnokrajowym konkursie o tytuł Młodego Farmera Roku. 
Karierę polityczną rozpoczął w 1985, kiedy to został wybrany do parlamentu stanowego, w którym zasiadał przez piętnaście kolejnych lat. W 2000 ówczesny republikański kandydat na gubernatora Dakoty Północnej, John Hoeven, zaproponował mu start w wyborach w charakterze kandydata na wicegubernatora. Dalrymple na to przystał i tak powstał tandem, który wygrywał wybory gubernatorskie łącznie trzykrotnie: w 2000, 2004 oraz 2008. W listopadzie 2010 Hoeven został wybrany do Senatu USA. Musiał w związku z tym zrezygnować z urzędu gubernatora, który zgodnie z prawem przejął na czas pozostały do końca kadencji dotychczasowy wicegubernator. Dalrymple został zaprzysiężony 7 grudnia 2010 i został trzydziestym drugim gubernatorem Dakoty Północnej w historii. Na pełną kadencję wybrany został w 2012, zdobywając 63% głosów. Nie starał się o reelekcję w 2016. Na stanowisku gubernatora zastąpił go republikanin Doug Burgum.

### Życie prywatne
Dalrymple jest od 1971 żonaty z Betsy Wood. Mają cztery córki. 